# Diósszilágyi Sámuel
Diósszilágyi Sámuel (eredeti neve: 1899-ig; Szilágyi Sámuel) (Makó, 1882. március 27. – Szeged, 1963. június 10.) magyar orvos, tüdő- és belgyógyász, röntgenszakorvos, a légmell-kezelés kifejlesztője és első alkalmazója.

## Életpályája
Parasztszülők gyermekeként született Makón. Alap- és középfokú tanulmányait szülővárosában végezte, majd 1901–1906 között a budapesti egyetem hallgatója volt. Tanársegédként és segédorvosként kezd beletanulni pályájába; két évet dolgozott ilyen minőségben a fővárosi Szent László Kórházban és a Szent István Kórházban. Ezután visszaköltözött Makóra, ahol előbb magánorvosként, később, 1913-tól kezdődően körzeti orvosként tevékenykedett. 1914. július 27-én bevonult az I. közös huszárezredhez, ahonnan 19 havi frontszolgálat után 25%-os hadirokkantnak minősítve kórházi szolgálatra került. 1917-ben felmentették a szolgálat alól, és hazatért.
1920-tól 41 éven át a Csanád vármegyei Szent István Közkórház belgyógyász főorvosa, 1945–1949 között a kórház igazgatója volt. Fontos intézkedései között említendő, hogy megszervezte a kórház laboratóriumát és a laboratóriumi röntgent. Alapítója volt az Országos Stefánia Szövetségnek, ami védőnői ellátást és anyagi támogatást biztosított a kismamáknak. Publikációit országos lapok közölték, mint például a Magyar Orvos, a Therapia vagy a Magyar Kórház. Tüdőgyógyászképzést és -főosztályt hozott létre. A légmell kezelésének kifejlesztésben Szakáts Gábor volt segítségére. 81 éves korában hunyt el, nem sokkal azután, hogy Szegedre költözött. Emlékét 2013-ig a Dr. Diósszilágyi Sámuel Területi Kórház – Rendelőintézet őrizte Makón.

## Politikai és kulturális tevékenysége
A térségben nemcsak tudományos munkáival hívta fel magára a figyelmet. A Stefánia Szövetség működéséhez szükséges pénzt segélykoncertek megszervezésével teremtette elő, ezáltal Makó kulturális életét színesítette. A segélykoncerteken neves művészek léptek fel, többek között Bartók Béla, Basilides Mária, Dohnányi Ernő, Fischer Annie, Sándor Erzsi és Telmányi Emil. Espersit János irodalompártoló baráti köréhez tartozott (hasonlóan Móra Ferenchez vagy Juhász Gyulához), ismerte József Attilát és Móricz Zsigmondot. Színháztörténeti tanulmányokat is írt.
Politikai hitvallását kifejezve részt vett a munkástüntetésekben. Politikai radikalizmus és plebejusi világnézet jellemezte, az őszirózsás forradalom idején a Jászi Oszkár nevéhez köthető Polgári Radikális Párt makói szervezetének alapítója és elnöke volt. 1926-ban egyik előadása miatt Purgly Emil, Csanád, Arad és Torontál k.e.e. vármegye főispánja fegyelmi vizsgálatot rendelt el ellene, a szegedi ügyészség pedig izgatás és nemzetgyalázás miatt perbe fogta. 1938-ban lányát, Diósszilágyi Évát Erdei Ferenc vette feleségül, ez a kapcsolat a Márciusi Fronthoz közelítette. Élete végéig politikus alkat maradt, ezt lányára is átörökítette, akinek második férje Nagy István, a Nemzeti Parasztpárt országgyűlési képviselője volt.

## Családja
Szülei Szilágyi Sándor és Szabó Viktória voltak. 1908. október 26-án, Budapesten feleségül vette Dybisevski Annát. Gyermekük, Diósszilágyi Éva 1914-ben született. 1923-ban elvált feleségétől, azonban még évtizedekig közös háztartásban éltek, mert a beteg asszony eltartásáról továbbra is gondoskodott.

## Művei
- Hollósy Kornélia és a magyar opera a szabadságharc éveiben (1935)
- Orvosi intelmek (1940)

## Díjai, elismerései
- Munka Érdemrend (1956)[5]